# Òperes perdudes de Claudio Monteverdi

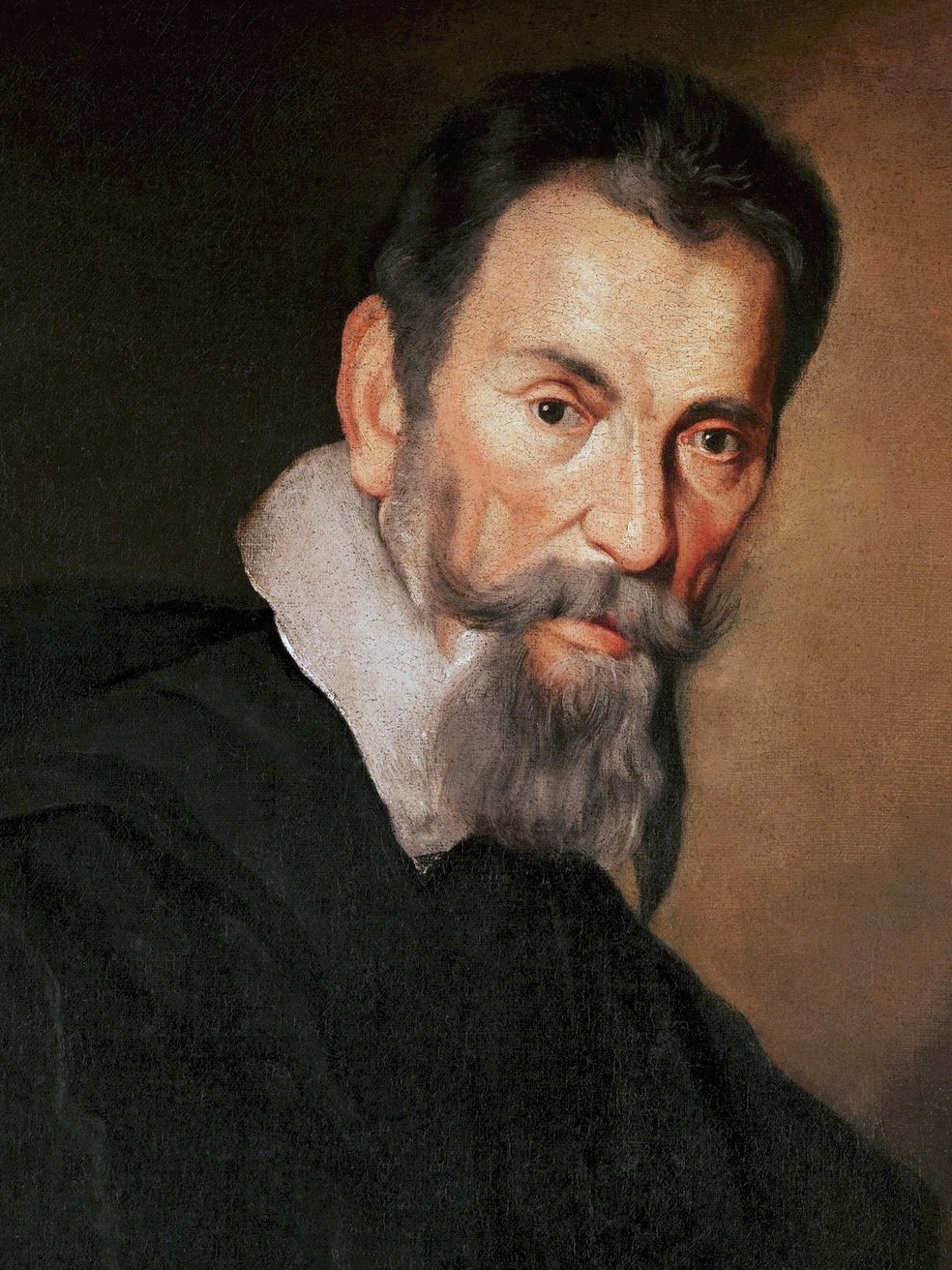
Claudio Monteverdi al voltant del 1640.

El compositor italià Claudio Monteverdi (1567–1643), a més d'una gran producció de música sacra i madrigals, va ser prolífic escrivint per l'escenari. Va escriure la seva obra teatral entre el 1604 i el 1643, i incloïa deu òperes, tres de les quals—L'Orfeo (1607), Il ritorno d'Ulisse in patria (1640) i L'incoronazione di Poppea (1643)—han sobreviscut amb la seva música i llibret intactes. En el cas de les deu altres òperes, la música ha desaparegut gairebé completament, malgrat que han sobreviscut alguns llibrets.
L'òpera, com a gènere musical i teatral, va emergir durant l'inici de la carrera de Monteverdi, inicialment com a forma d'entreteniment per la cort. Amb altres compositors, va tenir un paper destacat en el seu desenvolupament en la forma principal de teatre musical públic. La seva primera òpera, L'Orfeo, escrita el 1607 per la cort de Màntua, d'on era empleat, fou un èxit notable. Els següents anys, a Màntua i més endavant com a maestro di cappella (director de música) a la Basílica de Sant Marc de Venècia, Monteverdi va continuar escrivint música teatral en diferents gèneres, entre els quals l'òpera, la dansa, i intermedis (interludis musicals curts que s'inserien en obres). Com que a l'època de Monteverdi es creia que la música per a escenaris tenia poca rellevància després de la primera actuació, bona part d'aquesta música va desaparèixer poc després de la seva creació.
La major part de la informació relacionada amb les set òperes perdudes s'ha deduït a partir de documents contemporanis, incloent-hi cartes que Monteverdi va escriure. Aquests papers donen proves irrefutables que quatre d'aquestes obres—L'Arianna, Andromeda, Proserpina rapita i Le nozze d'Enea con Lavinia—es van completar i tocar durant la vida de Monteverdi, però de la seva música només el lament de L'Arianna i un trio de Proserpina han sobreviscut. Les altres tres òperes perdudes—Le nozze di Tetide, La finta pazza Licori i Armida abbandonata—van ser abandonades per Monteverdi abans de ser completades; se'n desconeix fins a quin punt la seva música havia estat ja escrita.

## Context
La vida creativa de Monteverdi va cobrir més de 50 anys. Entre el 1590 i el 1612 va ser músic a la cort dels Gonzaga a Màntua, i després va passar 30 anys (1613–43) com a maestro di capella a la Basílica de Sant Marc a Venècia. Durant aquest període va començar a desenvolupar-se l'òpera, des dels seus inicis com a forma limitada d'entreteniment per la cort fins al teatre musical públic. Abans que la paraula italiana opera —abreujat d'opera in musica (obra musical)—fos d'ús general al voltant del 1634, les obres per a escenaris generalment rebien el nom de favola in musica (faula musical), dramma in musica (drama musical), o tragedia in musica (tragèdia musical); Monteverdi va fer servir aquestes i descripcions similars per molts dels seus projectes d'òpera inicials.

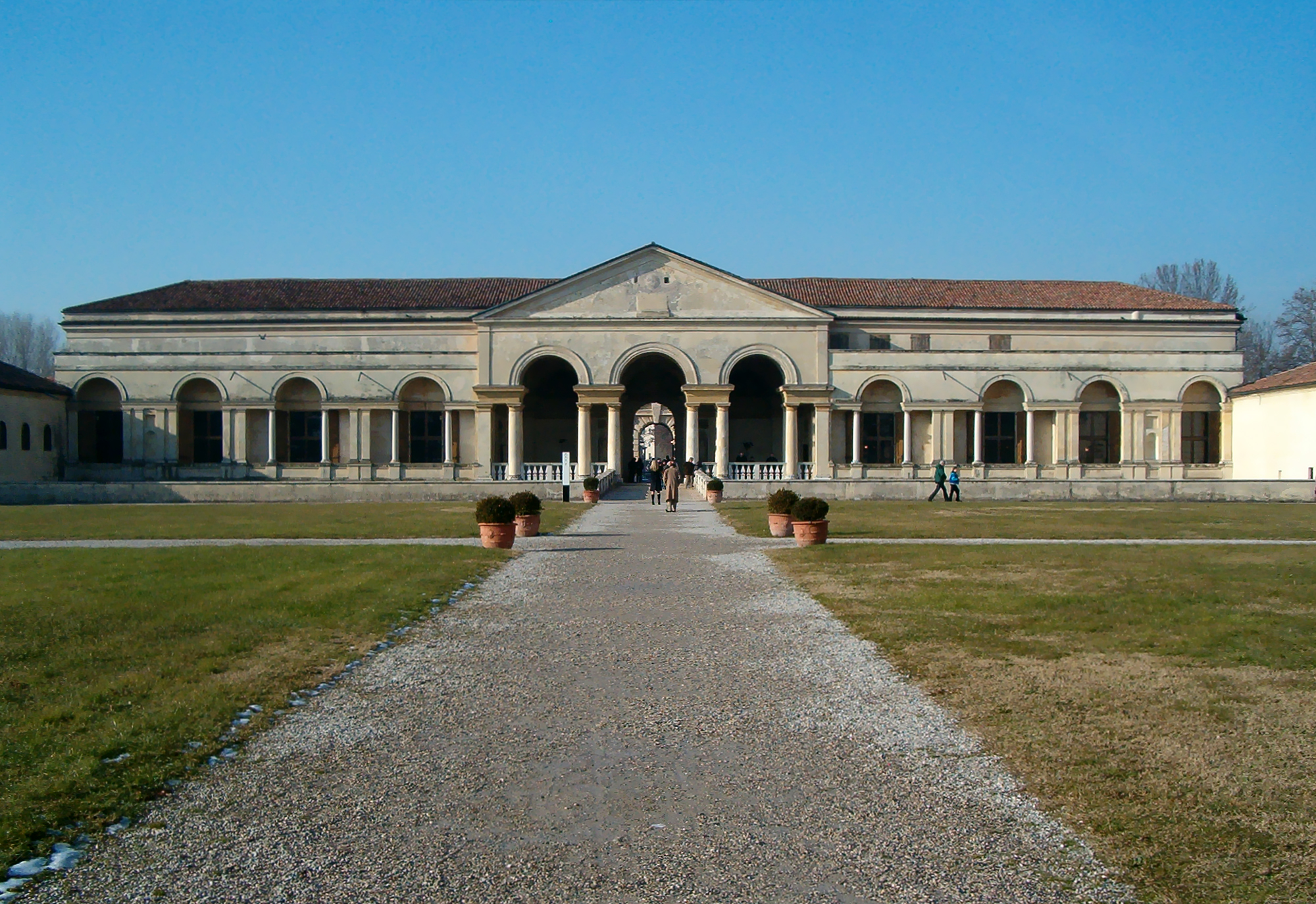
El Palazzo del Te, Màntua, seu de la dinastia Gonzaga que va regnar a la ciutat entre el 1530 i el 1627. Monteverdi fou el seu músic de cort entre el 1590 i el 1612.

La primera obra actualment considerada com a òpera és Dafne, escrita per Jacopo Peri l'any, seguida per Euridice (1600), per la qual Peri i Giulio Caccini van escriure ambientacions musicals separades. Ottavio Rinuccini va ser el llibretista de les dues obres. En aquest nou gènere, s'explicava la història sencera a través de personatges, i a més de cors, entre les parts vocals hi havia el recitatiu, l'ària i l'arioso. Això era un desenvolupament d'altres formes anteriors de teatre musical que havien existit des de principi del Renaixement; entre aquestes hi havia la maschera («mascarada»), el ballo (un entreteniment de dansa, sovint amb trossos cantats), i especialment l'intermedio o intermezzo, un episodi musical dramàtica de poca durada que s'inseria com a pròleg o entreacte. Un altre format del Renaixment posterior fou el torneo, o «torneig», un espectacle dramàtic estilitzat on el principal cantant era un narrador. Les formes sub-operàtic van continuar prosperant mentre l'òpera es desenvolupava; les fronteres difuses que van existir durant anys entre aquestes formes i l'òpera ha portat a debats sobre com categoritzar certes obres. Per exemple, va ser difícil definir el gènere exacte d'Il combattimento di Tancredi e Clorinda, escrita per Monteverdi el 1624.
La primera òpera com a tal de Monteverdi és L'Orfeo (1607). Va compondre, en total, 24 obres per a escenaris. D'aquestes, 10 se'n consideren òperes, i d'aquestes, se n'ha perdut la música en 7, a més d'altres fragments. La major part del que es coneix sobre les obres perdudes prové de llibrets i altra documentació que ha sobreviscut, incloent-hi l'àmplia correspondència de Monteverdi. El musicòleg Tim Carter, expert en Monteverdi, suggereix que l'alt percentatge d'obres perdudes s'explica perquè, a l'època de Monteverdi, "els records eren curts i les obres musicals de gran escala sovint tenien un valor limitat més enllà de les circumstàncies immediates."

## Per Màntua
Monteverdi va escriure sis òperes per la cort de Màntua, de les quals només sobreviu L'Orfeo amb el llibret i la música intactes. Quatre de les cinc obres de Màntua perduda es van escriure després que el compositor parés de servir els Gonzaga el 1612 i s'instal·lés a Venècia, però mantenint el contacte amb Màntua. Va completar L'Arianna i Andromeda, que serien representades; la resta les va deixar incompletes.

### L'Arianna(1607–08)

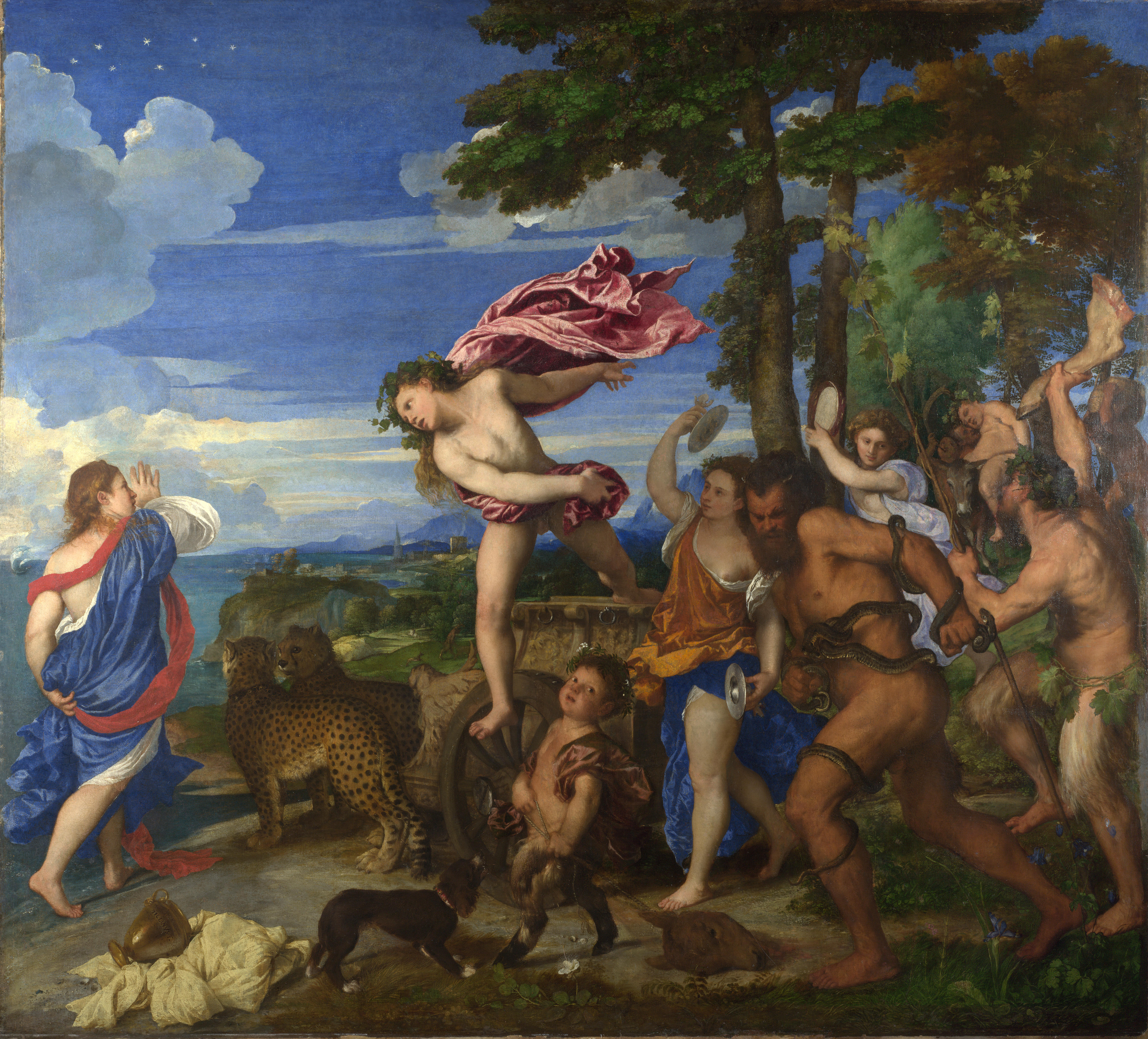
Bacus i Ariadna, Ticià

L'Arianna fou composta com a peça festiva pel casament de l'hereu del ducat, Francesc IV Gonzaga, a Margarida de Savoia el maig de 1608. Monteverdi va rebre l'encàrrec després de l'estrena reeixida de L'Orfeo a la cort el febrer de 1607. El llibret de L'Arianna era de Rinuccini, habilitat literària del qual havia impressionat el duc Vicenç Gonzaga de Màntua després d'una representació d'Euridice. La composició de L'Arianna va ser complicada per Monteverdi, en ser una de les tres obres que el duc li va encarregar pel casament—també havia de compondre un pròleg musical per l'obra L'idropica de Giovanni Battista Guarini i la música per una dansa dramàtica, Il ballo delle ingrate. La seva vida havia estat afectada per la malaltia fatal de la seva dona Claudia; va morir el 10 de setembre de 1607, però el duc no el va deixar descansar. Monteverdi va escriure L'Arianna principalment durant els dos últims mesos de 1607, un exercici que el biògraf de Monteverdi Hans Redlich descriu com a «sobrehumà». Monteverdi es va sentir menyspreat per la falta de reconeixement del duc; gairebé 20 anys després, en una carta al secretari de la cort de Màntua Alessandro Striggio el Jove, va escriure que gairebé s'havia suïcidat escrivint L'Arianna tant de pressa.
Rinuccini va fer servir nombroses fonts clàssiques com a base pel seu llibret, especialment les obres d'Ovidi—les Heroides i la Metamorfosi—i poemes de Catul. Després d'un pròleg, l'acció principal comença amb Venus dient a Cupido que Ariadna i el seu amant Teseu, fugint de Creta després de matar el Minotaure, arribarà aviat a Naxos. Teseu, diu, abandonarà després Ariadna, en creure que és inacceptable com a reina pel poble d'Atenes. Venus vol que Ariadna es trobi amb el déu Bacus, i demana a Cupido que ho prepari. Teseu i Ariadna arriben; Teseu lamenta la seva decisió d'abandonar-la, però el seu conseller li diu que la seva decisió és sàvia, i se'n va. El matí, trobant-se Ariadna sola, busca Teseu en va per la costa, on canta el seu lament. Una fanfara indica una arribada imminent; Ariadna espera que sigui Teseu retorannt, però és Bacus i la seva comitiva. Júpiter parla des del cel, i enmig d'escenes festives, Bacus promet a Ariadna la immortalitat amb els déus a canvi del seu amor.
Rinuccini va ampliar el llibret durant els assajos després que la duquessa es queixés que la peça era "massa seca"; així, va afegir l'escena inicial entre Venus i Cupido i la benedicció de Júpiter des del cel. Les preparacions per la representació de l'òpera es van interrompre quan, el març de 1608, la soprano Caterina Martinelli va morir de verola. Ràpidament es va buscar una substituta, Virginia Andreidi, una famosa actriu i cantant que feia servir el nom artístic de "La Florinda"; va aprende el paper en només sis dies.Plantilla:Ringer En la seva anàlisi de les obres teatrals de Monteverdi, Carter suggereix que el lament es podria haver afegit a l'obra per aprofitar les habilitats vocals i de representació d'Andreini. El 28 de maig de 1608 es va fer l'estrena en un teatre temporal construït per l'ocasió, que segons investigacions contemporànies, podria tenir capacitat per diversos milers de persones. La producció era luxosa; aparentment feien falta 300 persones per manipular la maquinària de l'escenari.Plantilla:Ringer Federico Follino, que va preparar l'informe oficial de la cort de Màntua, va elogiar la bellesa de l'obra, la magnificència del vestuari i de la maquinària i la dolçor de la música. El company compositor de Monteverdi Marco da Gagliano també va escriure elogis similars, afegint que l'òpera havia "emocionat visiblement tot al públic fins a les llàgrimes." És possible que L'Arianna s'interpretés a Florència el 1614; es va cancel·lar una representació a Màntua el maig de 1620 per celebrar l'aniversari de la duquessa Caterina de Mèdici per raons desconegudes. No hi ha registres de representacions de l'òpera abans de la seva reestrena el 1640 al Teatro San Moisè, a Venècia. Al seu estudi de l'òpera del Renaixement tardà, Gary Tomlinson dedueix que la bona recepció de l'obra a Venècia va ser un factor significatiu en la decisió de Monteverdi de tornar a escriure òpera a la fi de la seva vida.
De la música només en sobreviu el lament. Es va publicar independentment de l'òpera en diverses formes; una adaptació per a cinc veus apareix al Sisè Llibre de Madrigals de 1614 de Monteverdi, i es van publicar dues versions del solo original el 1623. Altres compositors van emular el format del lament; Redlich sosté que va començar un subgènere musical que va durar fins al final del segle xvii. El llibret s'ha preservat, i se'n van publicar versions a Màntua el 1608, i a Vènecia el 1622 i el 1639.

### Le nozze di Tetide(1616–17)

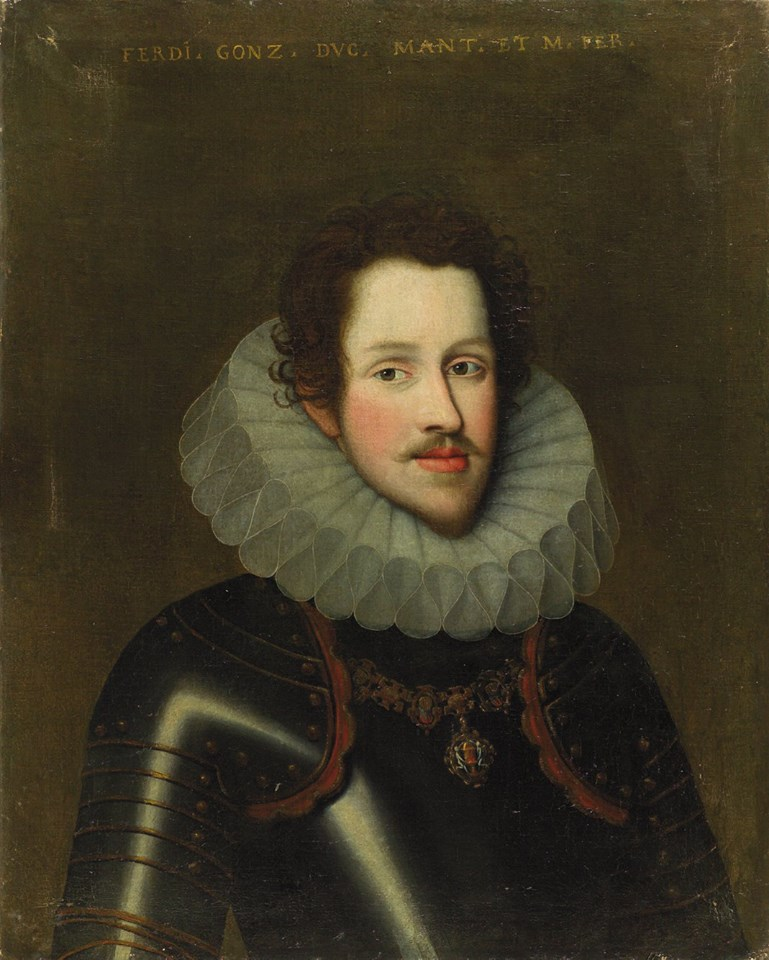
El duc Ferran Gonzaga, per qui es va encarregar Le nozze di Tedite al seu casament el 1617

Després de la mort del duc Vicenç el febrer de 1612, Monteverdi es va trobar amb una mala relació amb la cort de Màntua. El successor de Vicenç, Francesc, no tenia gaire afecte per Monteverdi, i el va acomiadar del seu càrrec. Després de la mort sobtada de Francesc el desembre de 1612, el títol de duc va passar al seu germà Ferran, però Monteverdi no va retornar a la cort i va ser nomenat maestro di capella l'agost de 1613 a la Basílica de Sant Marc de Venècia. Tanmateix, va seguir en contacte amb Striggio i altres alts missatgers des Gonzaga, amb qui va poder aconseguir encàrrecs ocasionals per compondre obres teatrals per la cort. Així, vers la fi de 1616, Striggio li va demanar que escrivís la música pel llibret Le nozze di Tetide de Scipione Agnelli, en marc de les celebracions pel casament del duc Ferran amb Caterina de Mèdici. Aquesta història, basada en el casament de l'heroi mític grec Peleu amb la deessa Tetis, l'havia ofert prèviament Peri a la cort de Màntua, amb un llibret de Francesco Cini que havia estat rebutjat el 1608 en favor de L'Arianna.
Inicialment, Monteverdi tenia poc interès per Le nozze di Tetide, i buscava maneres d'evitar o endarrerir treballar-hi. Acabaria acceptant l'encàrrec, segons va dir a Striggio el 9 de desembre de 1616, perquè ho volia el duc, el seu senyor feudal. Tanmateix, creia que els versos que li havien donat no conduirien a música bella. Va trobar que la història era complicada d'entendre, i no creia que s'hi pogués inspirar. Monteverdi també va estar ocupat la major part del desembre escrivint una missa per a la nit de Nadal a Sant Marc. El 29 de desembre, potser esperant que l'encàrrec fos retirat, Monteverdi va dir a Striggio que estava llest per començar a treballar a Le Nozze di Tetide «si em dius que ho faci». El gener de 1617, tanmateix, va créixer el seu interès en saber que el projecte era ara més petit i consistia en una sèrie d'intermedis. Va informar Striggio que el que inicialment havia considerat una peça més aviat monòtona creia ara que era totalment apropiada per l'ocasió. Va començar treballant en les seccions recitatives, però abans que pogués treballar en els trossos més expressius, el duc va canviar de parer i va cancel·lar l'encàrrec a Monteverdi. Es va abandonar Le nozze di Tetide, i el seu llibret i música feta van desaparèixer.

### Andromeda(1618–20)

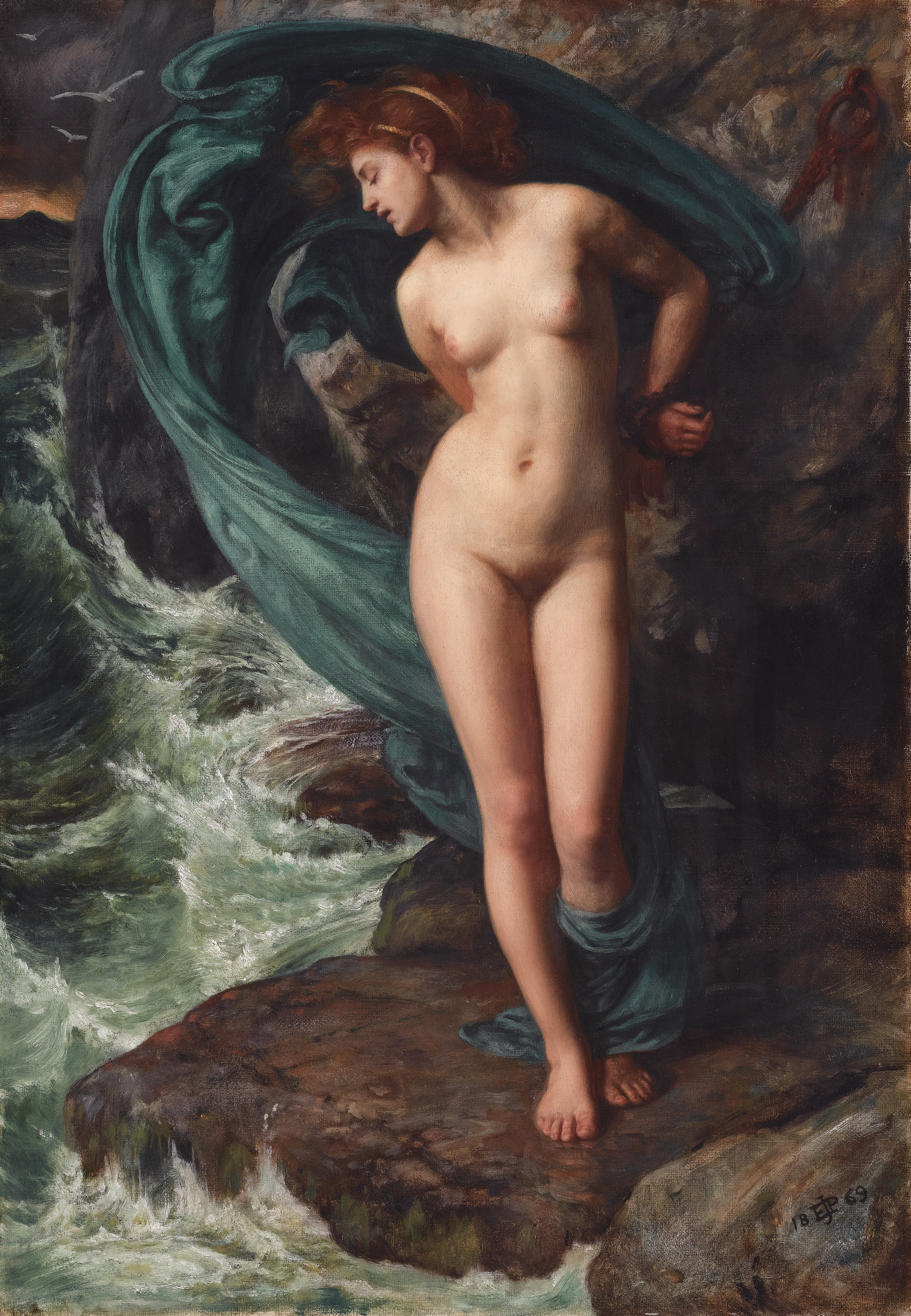
Representació d'Andròmeda, encadenada a una roca d'acord amb el mite grec.

El següent encàrrec de Màntua per a Monteverdi va arribar a principi de 1618, quan se li demanà que compongués la música per Andromeda, una òpera basada en el mite grec de la princesa encadenada a una roca. El canceller del duc Ferran, Ercole Marigliani, va escriure'n el llibret, i el projecte tenia el patrocini del germà menor del duc, Vicenç Gonzaga. És probable es volgués que l'obra s'estrenés el Carnaval de Màntua el març de 1618, però segons Carter, la manera com Monteverdi afrontava els encàrrecs per Màntua sovint era dilatòria i desganada; la seva incapacitat o reticència per treballar en Andromeda va endarrerir la seva estrena, primer al 1619 i més endavant al 1620.
Les cartes de Monteverdi durant el període entre 1618 i 1620, principalment a Striggio però de vegades a Vicenç o Marigliani, ofereixen excuses diverses per la seva falta de progrés a Andromeda, entre les quals la seva feina a la Basílica de Sant Marc, la seva salut i les seves obligacions de fer música cerimonial pel Doge de Venècia. El febrer de 1619, Monteverdi havia començat a treballar en un altre projecte per Màntua, un ballo (dansa amb parts cantades) amb un llibret de Striggio titulat Apollo. El 9 de gener de 1620, encara amb 400 versos de llibret d'Andromeda per musicar, Monteverdi va proposar a Striggio d'abandonar l'òpera sencera i substituir el ballo. La proposta no va ser acceptada; Vicenç va ordenar que li enviés la música restant d'Andromeda immediatament. El 15 de febrer de 1620 va entregar l'últim fragment d'Andromeda, una cançó de vuit parts.
No ha sobreviscut la música de Monteverdi per Andromeda. S'havia cregut que el llibret també s'havia perdut, però es va redescobrir el 1984. Com era costum a l'època de Monteverdi, el manuscrit no fa esment del nom del compositor—els llibres sovint eren musicats per diferents autors. El frontispici del llibret confirma que Andromeda es va interpretar al Carnaval de Màntua entre l'1 i el 3 de març de 1620. Una anàlisi del seu contingut revela influències del llibret de Rinuccini per Arianna, com l'ús d'una mètrica idèntica i la mida dels pròlegs de cada obra, a més de diversos personatges comuns en els repartiments respectius. El document és privat i no s'ha publicat.
Monteverdi no va deixar constància de tenir interès en la representació d'Andromeda després del carnaval de 1620; la llarga carta que va escriure a Striggio el 13 de març de 1620 no fa referència a l'esdeveniment i tracta principalment afers econòmics. La carta implica que la cort dels Gonzaga intentava aconseguir que Monteverdi tornés a Màntua; Monteverdi eludeix la qüestió amb llenguatge cortès, comparant la relativa generositat dels seus amos venecians amb la parsimònia de la cort de Màntua.

### Dos projectes fallits (1627–28)
Durant un període de diversos anys després d'Andromeda Màntua va fer poc ús dels serveis de Monteverdi. El duc Ferran va morir el 26 d'octubre de 1626, i fou succeït per Vicenç, que es va convertir en el duc Vicenç II. A principi de 1627, Striggio va fer una petició a Monteverdi per una peça musical teatral, possiblement per les festes que se celebrarien per l'ascens de Vicenç. Monteverdi va respondre oferint-li tres opcions: en primer lloc, Il combattimento di Tancredi e Clorinda (La batalla de Tancred i Clorinda), basant-se en el poema èpic de Torquato Tasso Gerusalemme liberata (Jerusalem alliberada), que s'havia interpretat al Carnaval de Venècia de 1624; en segon lloc, una ambientació d'una altra part del poema de Tasso, on es cobreix la història de la fetillera Armida i el seu abandonament per l'heroi cristià Rinaldo; finalment, va oferir posar lletra d'una nova obra de Giulio Strozzi, Licori finta pazza inamorata d'Aminta, sobre una dona que, per amor, simula haver embogit. Monteverdi va enviar a Striggio una còpia de l'obra de Strozzi el 7 de maig de 1627; a Striggio li va agradar i va ordenar-li que comencés a musicar-la.

#### La finta pazza Licori
Strozzi era un autor venecià nascut el 1583 que havia fet obres teatrals, poesia i llibrets; Monteverdi el va conèixer el 1621. Strozzi coneixia la música de Monteverdi, i havia desenvolupat una forta estima per l'estil innovador del compositor. El 20 de juny de 1627, Monteverdi va informar Striggio que Strozzi havia estès i arranjat el text en cinc actes, sota el nou títol de La finta pazza Licori. La falsa bogeria era un tema estàndard a la tradició de la commedia dell'arte que s'havia establert al teatre italià durant el segle xvi. En l'argument de Strozzi, el primer intent conegut de fer una òpera còmica, la dona Licori es disfressa com a home, i després com a dona, i fa veure llavors que és boja, tot en marc d'una estratègia per guanyar-se el cor del seu amant Aminta.

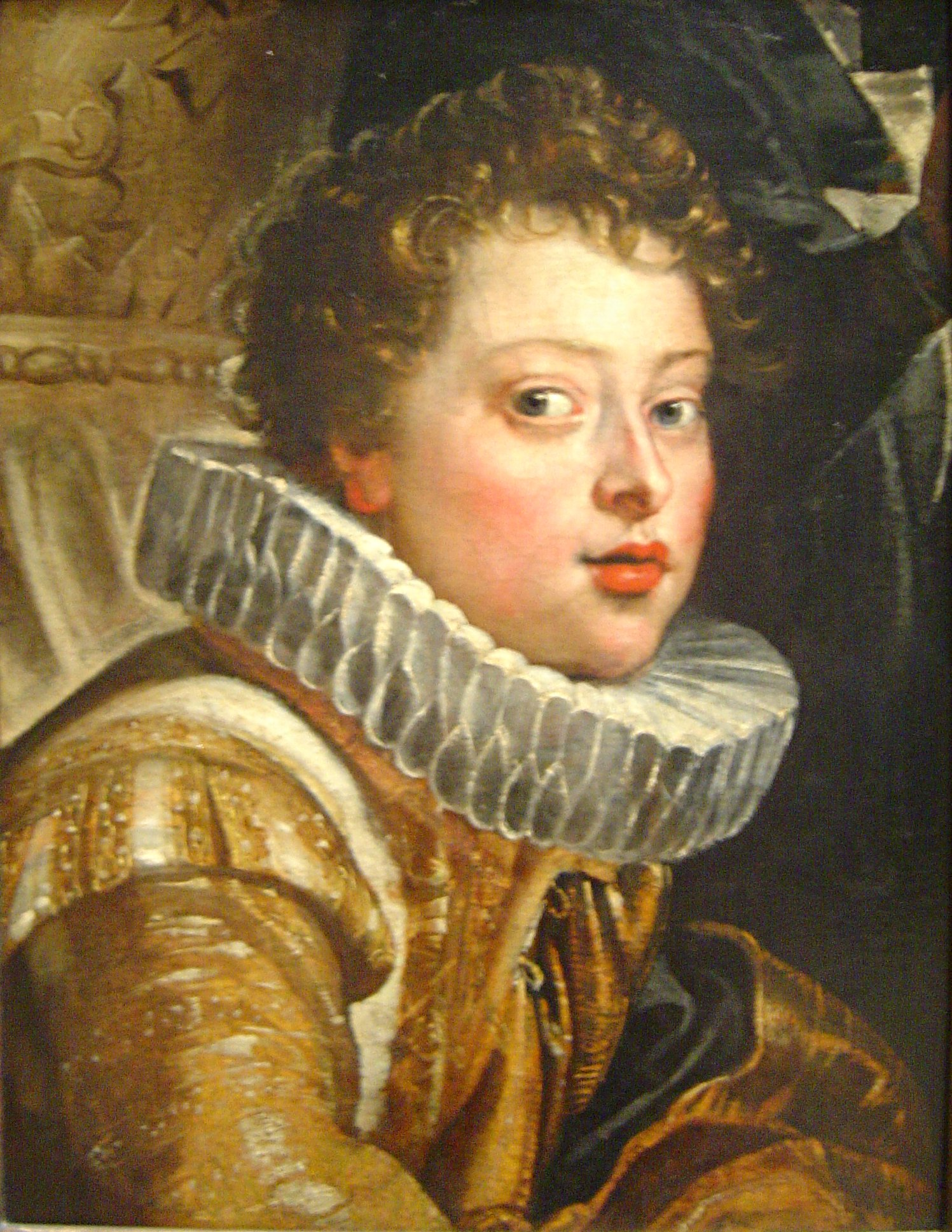
El duc Vicenç II, ascensió del qual probablement fou la raó per què es van compondre Licori i Armida

Monteverdi, almenys inicialment, veia potencial en l'argument i les oportunitats d'efectes musicals del llibret. Monteverdi va emfasitzar a Striggio la importància de trobar una cantant amb una bona capacitat com a actriu per interpretar el paper de Licori, algú capaç de fer d'home i dona amb les emocions i gestos apropiats. Més endavant es va entusiasmar amb l'oportunitat d'escriure un ballet per cadascun dels cinc actes, cadascun en estils diferents. Les cartes de Monteverdi van seguir durant l'estiu, però la seva actitud va canviar a poc a poc, des d'una de compromís evident a la frustració dels endarreriments per aconseguir còpies del llibret. El musicòleg Gary Tomlinson, en la seva anàlisi de la gènesi de l'òpera, suggereix que Monteverdi podria haver estat endarrerint-ho. El setembre, Striggio, havent rebut, llegit i suposadament desagradat el llibret ampliat, va cancel·lar abruptament l'encàrrec i no es va parlar més de l'obra. Enlloc, va dir a Monteverdi que treballés en Armida.
Durant anys s'havia assumit que Monteverdi havia escrit la major part de la música per Licori abans que es cancel·lés sobtadament; Redlich diu havia acabat la música el 10 de setembre de 1627. El rebuig de l'obra i la desaparició posterior s'han atribuït al menyspreu dels esforços de Monteverdi per part de Striggio. Tanmateix, la lectura de correspondència de Tomlinson suggereix una conclusió diferent: al seu parer, Monteverdi no era ni prop de completar la música i en podria haver escrit poca. És possible que parés de compondre al juliol, sospitant del compromís de Striggio amb l'obra. Tomlinson suggereix que, tenint en compte la cancel·lació anterior de Le nozze di Tetide, Monteverdi evitava estendre's en un nou projecte, si bé mantenint una impressió diplomàtica de la seva activitat. Tomlinson escriu: «seria poc sorprenent si Monteverdi fos sensible per naturalesa als signes de vacil·lació de Màntua [i] si, en detectar-ne els primers signes el 1627, s'hagués allunyat cautelosament de compondre Licori.» El llibret de Strozzi va desaparèixer juntament amb la música que Monteverdi ja havia compost, però Strozzi va escriure un segon llibret sota el mateix nom, amb música de Francesco Sacrati i produït a Venècia el 1641.

#### Armida abbandonata

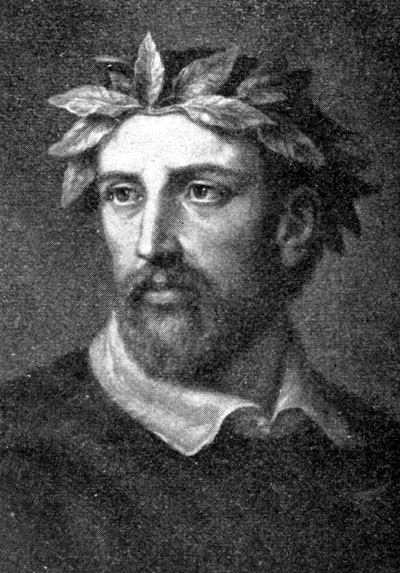
Torquato Tasso, obres del qual van servir com a inspiració per Monteverdi

Després del rebuig de Licori, Monteverdi no va dedicar-se immediatament a Armida. Enlloc, va anar a Parma, on havia rebut un encàrrec per proporcionar entreteniment musical a les celebracions del casament de Margarida de Mèdici amb el jove duc Odoard I de Parma. Va passar diverses setmanes a Parma treballant-hi; tanmateix, el 18 de desembre de 1627 va poder dir a Striggio que havia acabat la música per Armida i que l'estava copiant. A la secció rellevant del poema de Tasso, la fetillera Armida atrau el noble Rinaldo a la seva illa encantada. Dos cavallers hi arriben per persuadir Rinaldo per retornar als seus deures, mentre Armida li demana que s'hi quedi, i que si marxa, li permeti ser al seu costat en la batalla. Quan rebutja quedar-se i se'n va, Armida el maleeix abans de caure inconscient.
Carter troba diverses similituds a nivell estructural amb Il combattimento; ambdues obres requereixen tres veus, una de les quals actua com a narrador. Malgrat aquestes similituds, a diferència de l'obra anterior, els experts en Monteverdi consideren Armida abbandonata una òpera, tot i que Denis Stevens, traductor de les cartes de Monteverdi, la veu com una obra subsidiària d'Il Combattimento.
Tanmateix, el projecte per estrenar Armida es va cancel·lar quan el duc Vicenç va morir al desembre de 1627. El 4 de febrer de 1628, Striggio encara demanava una còpia d'Armida, potser per fer-la servir a la coronació del següent duc. Monteverdi va prometre enviar-li'n una, però no hi ha confirmació que ho arribés a fer. No s'ha trobat cap fragment de la música, tot i que Tomlinson va deduir algunes de les seves característiques probables a partir de les cartes de Monteverdi, incloent-hi l'ús de l'efecte stile concitato. Malgrat que no hi ha registres que indiquin que Armida es va arribar a representar a Màntua, Stevens ha discutit la possibilitat que sí que es fes a Venècia el 1628, ja que la resposta de Monteverdi a la carta de Striggio de febrer indica que l'obra és a mans de Girolamo Mocenigo, un patró d'arts ric propietari d'un palau on s'havia interpretat Il combattimento el 1624.
Licori i Armida van ser les últimes obres teatrals per la cort de Màntua. La mort de Vicenç II va acabar la línia principal dels Gonzaga; un parent llunyà, Carles de Nevers, va heretar el ducat, i Màntua es va submergir en un seguit de conflictes. El 1630 bona part de la ciutat es trobava en ruïnes. L'última carta coneguda de Monteverdi a Striggio data del 8 de juliol de 1628; Striggio va morir a Venècia el 1630, quan encapçalava una missió que va demanar ajuda contra els exèrcits que envoltaven Màntua.

## Per Venècia
Entre el 1630 i el 1643 Monteverdi va escriure quatre òperes per ser representades a Venècia. Totes es van estrenar durant la vida de Monteverdi, però només han sobreviscut Il ritorno d'Ulisse in patria i L'incoronazione di Poppea.

### Proserpina rapita(1630)
Proserpina rapita (el rapte de Prosèrpina) va ser la primera obra teatral que Monteverdi va escriure especialment per Venècia, sota una comissió de Mocenigo per les celebracions del casament de la seva filla Giustiniana. El llibret, de Strozzi, està basat en el mite grec de Plutó o Prosèrpina. El rapte simbòlic era un tema habitual en entreteniments per a bodes en corts italianes, que segons Carter tenia la intenció «tant de proclamar el poder de l'amor com posar els límits al comportament de les dones.»

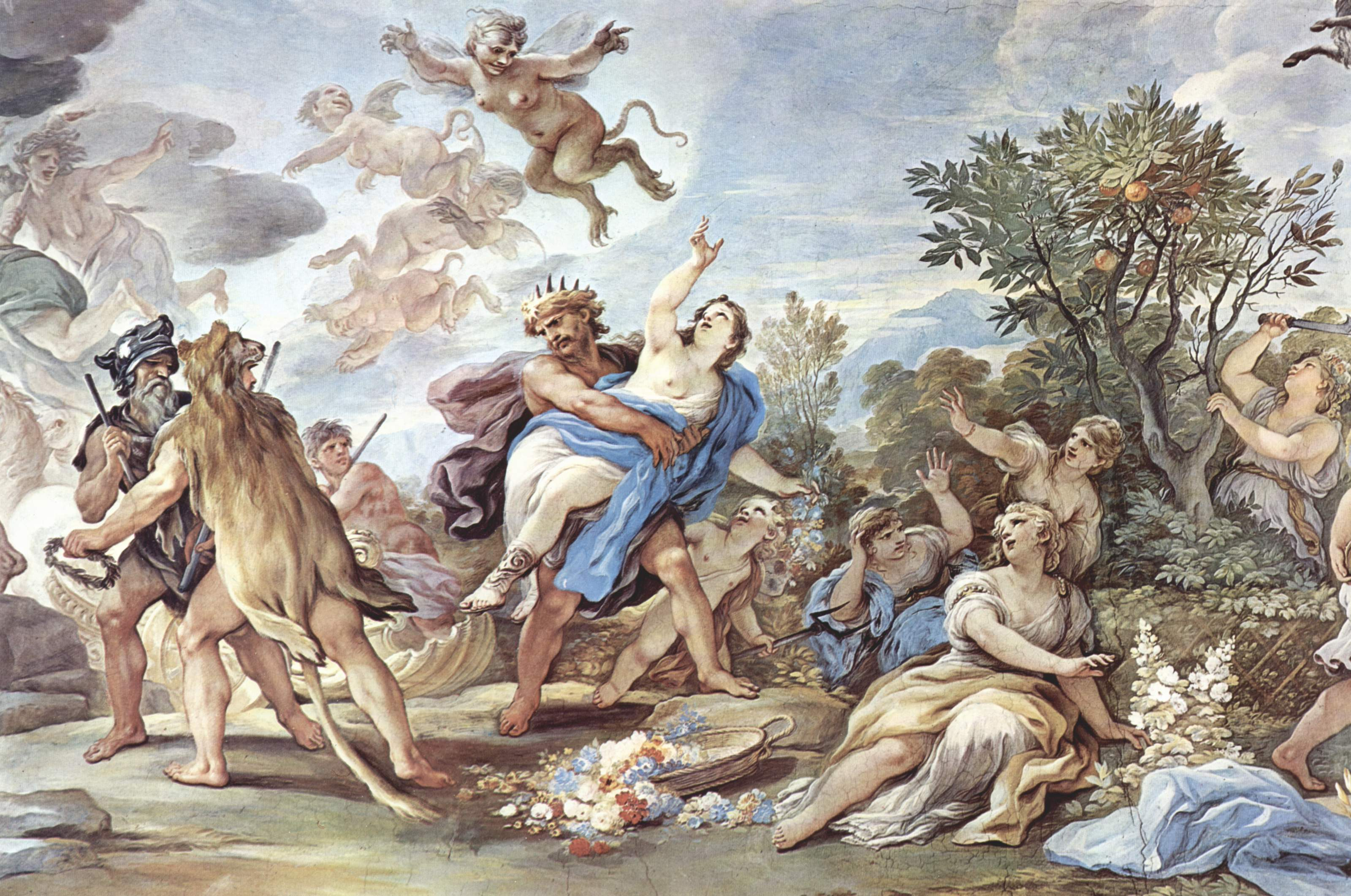
El rapte de Prosèrpina, Luca Giordano

A la versió de la història de Strozzi, el pastor amorós Pachino invoca l'ajuda de Plutó, governant de l'inframón, per curar la seva obsessió no corresposta amb Prosèrpina. Plutó transforma Pachino en una muntanya, però promet a la seva ànim un lloc als Camps Elisis. Després de ser disparat amb un dard amorós de Cupido, Plutó s'enamora de Prosèrpina i la reclama com a reina. Inicialment s'hi resisteix, però quan Plutó transforma el seu protector Cíane en una font d'aigua, es dona per vençuda. Promet ser obedient submissament; la força de la seva bellesa és tal que Plutó s'afebleix, i assegura que al futur tractarà les seves amants menys durament.
Evangelista Deuchino va publicar el llibret el 1630 a Venècia. Les còpies que han sobreviscut indiquen que Giuseppe Albardi havia creat l'escenari original, i que les danses les havia arranjat Girolamo Scolari. L'òpera es va representar el 16 d'abril de 1630, en un saló del palau Mocenigo. Carter dubta que, en una sala tan limitada, l'actuació pogués haver incorporat tots els efectes especials que s'estipulaven al llibret. Tanmateix, una narració d'una persona present mostra que l'ocasió va ser un espectacle considerable.
Sobreviu un petit fragment de la música per Proserpina rapita, una cançó per a tres veus: «Come dolce oggi l'auretta». Aquesta es va publicar pòstumament al novè llibre de madrigals de Monteverdi (Madrigali e Canzonette a due e tre voci) (1651). Es pot discernir alguna indicació del caràcter musical de l'obra a partir d'anotacions al llibret, que Fabbri suggereix que indiquen que l'obra podia no haver estat cantada totalment. L'obra contenia almenys dos balli cantats, un dels quals acabava amb versos que servien com a tribut al compositor: «Quanto nel chiaro mondo / su verdi arcadi monti / di te si cantari?» (Quant al món clar / a les verdes muntanyes d'Arcàdia / es cantarà de tu?). S'inclou més informació de la naturalesa de la música i de la instrumentació en notes dins del llibret publicat.
Segons Carter, Proserpina rapita és una obra de transició. Amb els seus èmfasis en la dansa, i en termes de temàtica, representa les tradicions cortesanes de l'òpera de la primeria del segle xvii. Alhora, en termes de caracterització, mira al món modern del trio final d'òperes de Monteverdi, especialment a L'incoronazione di Poppea. El temperament de Prosèrpina anticipa el caràcter de Poppea a l'òpera posterior; de forma similar, Pachino podria ser un antecessor d'Ottone, amb alguns dels discursos de Proserpina amb una retòrica semblant als que tenen Neró i Sèneca a L'incoronazione. Redlich deixa constància que el 1644, l'any després de la mort de Monteverdi, Proserpina rapita es va afegir al repertori del Teatro San Moisè de Venècia, però no dona detalls de les representacions. Es va publicar una segona edició del llibret a Venècia el mateix any.

### Le nozze d'Enea con Lavinia(1641)
Els tres darrers anys abans de la seva mort el 1643, Monteverdi va compondre una trilogia d'òperes pels teatres de Venècia després de l'obertura del Teatro San Cassiano el 1637. Dues d'aquestes òperes han sobreviscut en versions completes i interpretables: Il ritorno d'Ulisse in patria (1640), amb un llibret de Giacomo Badoaro, i L'incoronazione di Poppea (1643) amb text de Giovanni Francesco Busenello. Entre aquestes dues, Monteverdi va compondre Le nozze d'Enea con Lavinia; el llibret sobreviu en forma de manuscrit, però no s'ha trobat cap fragment musical. En la seva anàlisi de les últimes obres de Monteverdi, Ellen Rosand enllaça les tres òperes: «[l']òpera fantasma s'uneix a les dues que han sobreviscut per formar un cos d'obres coherent que atesta la posició de Monteverdi dins del món de l'òpera de Venècia.» La trilogia inclou una trajectòria històrica que es mou per Troia, el naixement de Roma i el declivi de l'Imperi Romà, i apunta a la fundació i glòria de la República de Venècia. El tema comú de les tres obres és el poder mític de l'amor, inicialment beneficiós però més endavant destructiu.

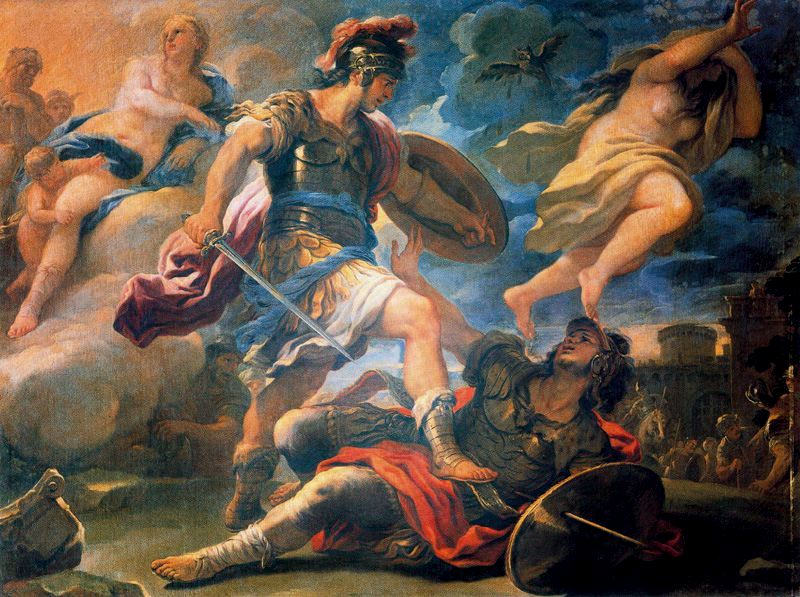
Enees i Turnus, Luca Giordano

A causa de similituds textuals i estructurals amb Ulisse, s'havia assumit que Badoaro havia escrit el llibret de Le nozze. Tanmateix, la recerca de Rosand mostra que el llibretista fou un amic íntim de Badoaro, Michelangelo Torcigliani. En un llarg prefaci, Torcigliani introdueix la seva història, extreta del poema èpic Eneida de Virgili, com a tragedia di lieto fine (tragèdia amb final feliç). Reconeix diverses diferències de l'original, incloent-hi l'addició d'un personatge còmic, Numanus. Va admetre que ho va fer perquè Iro, un tipus de personatge anàleg a Ulisse, havia tingut bona rebuda. El text es va escriure per complir l'exigència de Monteverdi de varietat emocional, que li va permetre, segons Torcigliani, demostrar la seva varietat musical com a compositor.
El tema principal de la història és el desig de Juno, enemistada amb la mare d'Enees Venus per voler aturar el casament del troià Enees amb Lavínia, filla del rei Latinus del Laci. Fa servir un esperit maligne per provocar la discòrdia entre els troians i els llatins; quan una festa de caça troiana fereix un cérvol i mata un pastor llatí, Elminio, hi ha crides a la guerra, que Latinus rebutja. Enees, que descansava al riu Tíber, no és conscient d'aquests problemes, malgrat que l'esperit del riu el n'avisa. Arriba el perill amb Turnus, rei dels rútuls, aliat dels llatins. Esperonat per les crides a la guerra de Turnus, lluiten troians i llatins, i Enees mata Turnus. Latinus invita Enees a prendre la mà de Lavínia, que l'accepta de bon grat. Davant la valentia d'Enees, Juno oblida la seva enemistat, i s'uneix a Venus i Himeneu per beneir el casament. L'òpera conclou amb prediccions de la grandesa de Roma i de les futures glòries de Venècia.
Le nozze d'Enea con Lavinia es va representar durant el Carnaval de Venècia de 1640–41 al Teatro Santi Giovanni e Paolo, on s'alternava amb una Ulisse recuperada. Segons Carter, l'obra era poc exigent en termes de posada en escena, amb l'acció tenint lloc principalment a les ribes del Tíber i pocs canvis de decoració. No hi ha constància de la resposta del públic a l'òpera que, segons Rosand, estava clarament destinada als seus impulsos patriòtics, amb l'escena final com a celebració del «naixement i les meravelles de la ciutat de Venècia». En un prefaci publicat amb el llibret, Torcigliani es refereix a la «dolçor de la música del mai prou valorat Monteverdi», però el llibret no dona guies específiques de la naturalesa de la música; només ha sobreviscut la part textual de l'òpera.

## Conseqüències
Moltes de les obres perdudes de Monteverdi de les dècades de 1610 i 1620, a més dels manuscrits, podrien haver desaparegut durant les guerres a Màntua el 1630. Carter cita com a aspecte significatiu de les pèrdues el grau en què podrien haver servit per establir vincles musicals entre les òperes primerenques de l'autor per Màntua amb les òperes públiques que va escriure a Venècia al final de la seva vida: «Sense aquests enllaços […] és difícil produir un relat coherent del seu desenvolupament com a compositor». En un assaig sobre les orquestres d'òpera de l'època de Monteverdi, Janet Beat lamenta que el buit de 30 anys entre L'Orfeo i la següent òpera de Monteverdi que ha sobreviscut, Il ritorno d'Ulisse in patria, dificulta l'estudi de com l'orquestració operàtica es va desenvolupar en aquests anys cabdals.
Carter també contempla la possibilitat, si bé difícilment probable, que el descobriment d'una biblioteca inexplorada tregui a la llum part de la música desapareguda. El 15 de setembre de 1995 es va representar a la Royal Opera House una versió del llibret de Rinuccini a càrrec del compositor britànic Alexander Goehr sota el títol Arianna. Goehr va treballar amb el guió original de Rinuccini i, com a homenatge a l'òpera històrica, va incorporar-hi seccions del lament que Monteverdi havia arranjat.